# تپه‌های مارلیک (فیلم)
تپه‌های مارلیک فیلم مستند ایرانی ساخته ابراهیم گلستان در سال ۱۳۴۲ است. نسخه ترمیم شده و باکیفیت این مستند در هفتاد و ششمین دوره جشنواره بین‌المللی فیلم ونیز در ۲۰۱۹ به نمایش درآمد.
این فیلم به‌ظاهر دربارهٔ کاوش و یافته‌های باستان‌شناسی در منطقه مارلیک است، اما در واقع اثری درباره زندگی، هنر، دوام و آرزو برای فردایی بهتر است.
متن روایت‌شده در فیلم، نوشته ابراهیم گلستان است.
نخستین بار که نمایشگاه چیزهای پیدا شده در مارلیک را دیدم نظرم به دو مجسمه کوچک رفت که انگار فریاد می‌زدند. این دو خدای مرد و زن باروری بودند.
من در مجسمه خدای زن دعوت به زندگی دیدم، و در مجسمه مرد راست‌کرده که ظرفی را گرفته بود، دیدم که دارد آب زندگی می‌ریزد.
و آفتاب بود که از پشت پرده تالار موزه می‌آمد تا بچه آهوی مفرغ را با با بوسه‌های گرم بنوازد. مرگ آنجا نبود.
سی قرن دفن از اعتبار افتاده بود. و پیش از تهنیت آفتاب، آهو هنوز لبخند آشنا می‌زد.
این‌ها بود علت برای این‌که فیلم بسازم.

## دیگر عوامل
- مدیر فیلم‌برداری:
- عکس: سلیمان میناسیان
- صدا: محمود هنگوال
- دستیار: هراند میناسیان
- موسیقی: مرتضی حنانه
- محصول: کارگاه فیلم گلستان
- سال ساخت: ۱۳۴۲

## حواشی
احمدرضا احمدی در نوشته «حقیقت تلخ است» برای ویژه نامه کتاب «نوشتن با دوربین» از قول گلستان می‌نویسد: «می‌گفت: من و دکتر نگهبان (باستان‌شناس) شب‌ها بیدار می‌ماندیم که ایادی شهرام پهلوی نیایند در تاریکی شب عتیقه‌ها را بدزدند! این موضوع بعداً در خاطرات دکتر نگهبان، در کتابی که سازمان میزاث فرهنگی منتشر کرده نیز آمده‌است.»